# Vostótxnoie (Astracan)
|  | Per a altres significats, vegeu «Vostótxnoie». |

Vostótxnoie (en rus: Восточное) és un poble de l'óblast d'Astracan, a Rússia, segons el cens del 2010 tenia 767 habitants.